# گارفیلد مک‌دونالد
گارفیلد مک‌دونالد (انگلیسی: Garfield MacDonald; ۸ اوت ۱۸۸۱ – ۶ نوامبر ۱۹۵۱) ورزشکار دو و میدانی اهل کانادا بود.